# San Giovanni sotto le Penne

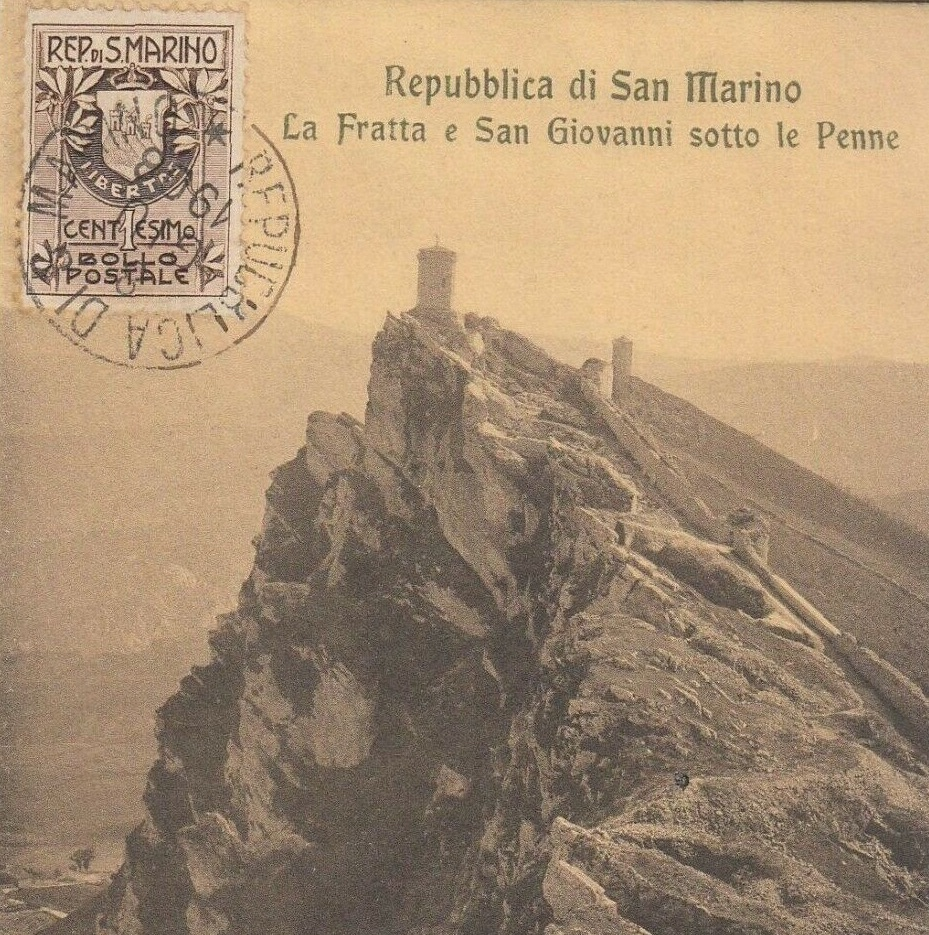
Postkarte von 1908

San Giovanni sotto le Penne ist eine Ortschaft, die zum Castello Borgo Maggiore in der Republik San Marino gehört.

## Geschichte
Die Ortschaft liegt auf einer Höhe von 460 m ü. NN und wurde durch archäologische Ausgrabungen bekannt. Die Artefakte, die nach der Radiokarbon-Datierung aus der Zeit zwischen 5000 und 4000 v. Chr. stammen, sind die ältesten Funde in der Republik San Marino. Bei weiteren Ausgrabungen wurden Artefakte und Ziegelbrennöfen aus der Zeit der Familie des Seius Sallustius gefunden, die darauf hindeuten, dass das Gebiet von San Giovanni sotto le Penne als Siedlung der Römer genutzt wurde. Der Namenspatron des Ortes ist Johannes der Täufer. Im 13. Jahrhundert war der Ort noch eine eigenständige Gemeinde. Die Ausgrabungsgegenstände befinden sich im Museo di Stato.

## Sport
Der Sportverein SS San Giovanni nimmt am Ligabetrieb der nationalen Meisterschaft, dem Campionato Sammarinese di Calcio, teil. Die Federazione Sammarinese di Tiro con l'Arco (FSTARCO) betreibt im Ort eine Bogenschießanlage.

## Wirtschaft
In San Giovanni sotto le Penne befindet sich eine Außenstelle des Dienstleistungsunternehmens Azienda Autonoma di Stato per i Servizi Pubblici.